# Andokides (garncarz)
Andokides (II połowa VI wieku p.n.e.) – grecki garncarz attycki, działający w Atenach w l. 530-515 p.n.e., uważany za twórcę techniki czerwonofigurowej.
Wykonane przez niego i sygnowane jego imieniem wazy zdobione są niekiedy z jednej strony w stylu czarnofigurowym, z drugiej w stylu czerwonofigurowym (tzw. styl mieszany). Znamy kilkanaście naczyń z jego imieniem. Andokides sam nie dekorował swoich wyrobów. Współpracował w tym zakresie z różnymi malarzami wazowymi, w tym z Epiktetem i Psjaksem, a przede wszystkim z nieznanym z imienia artystą zwanym współcześnie Malarzem Andokidesa. Uczniem Andokidesa był Eutymides.

## Amfory sygnowane imieniem Andokidesa

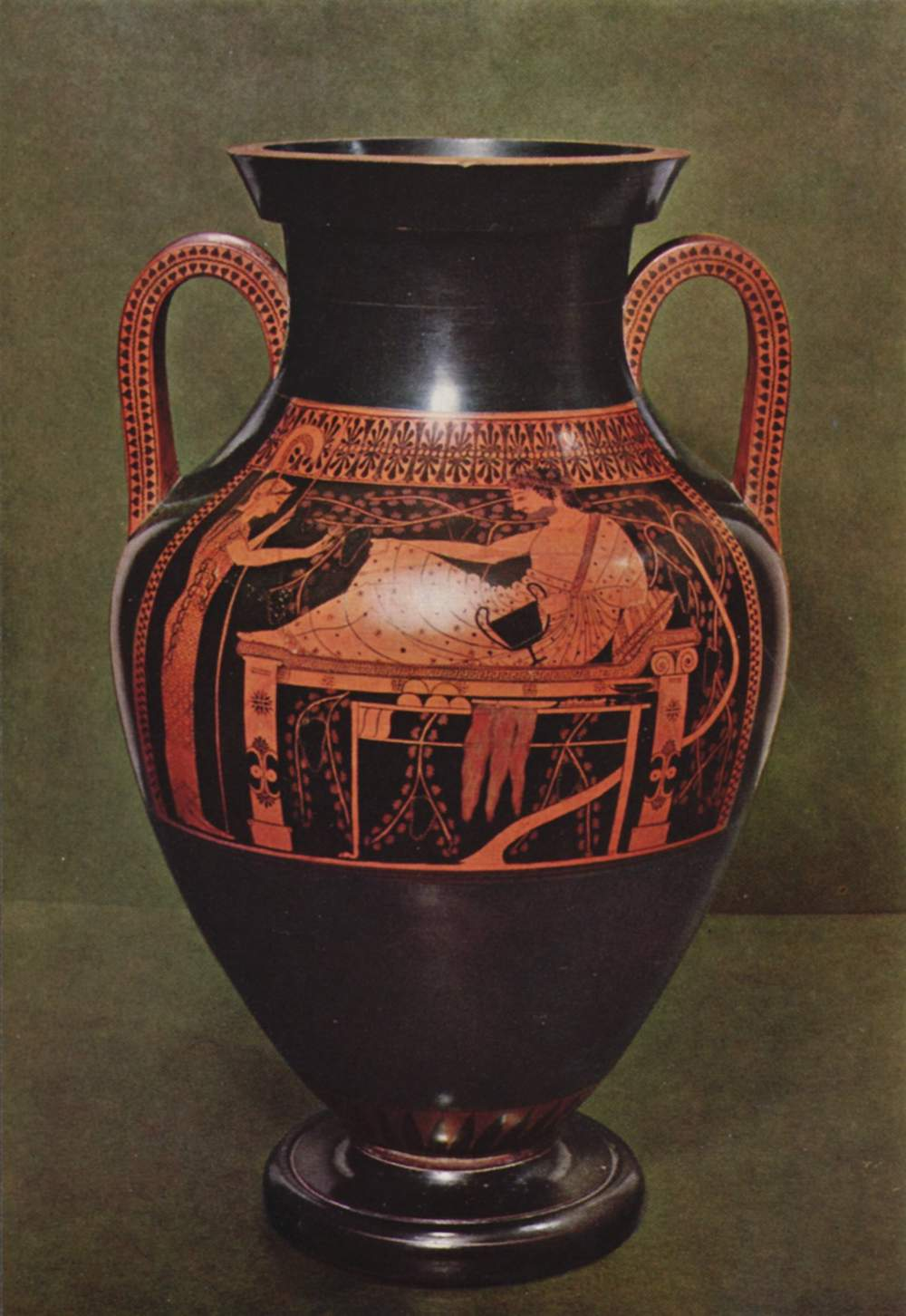
Herakles i Atena, amfora ze zbiorów Gliptoteki monachijskiej, zdobiona przez Malarza Andokidesa w stylu mieszanym: jedna strona w stylu czerwonofigurowym,...
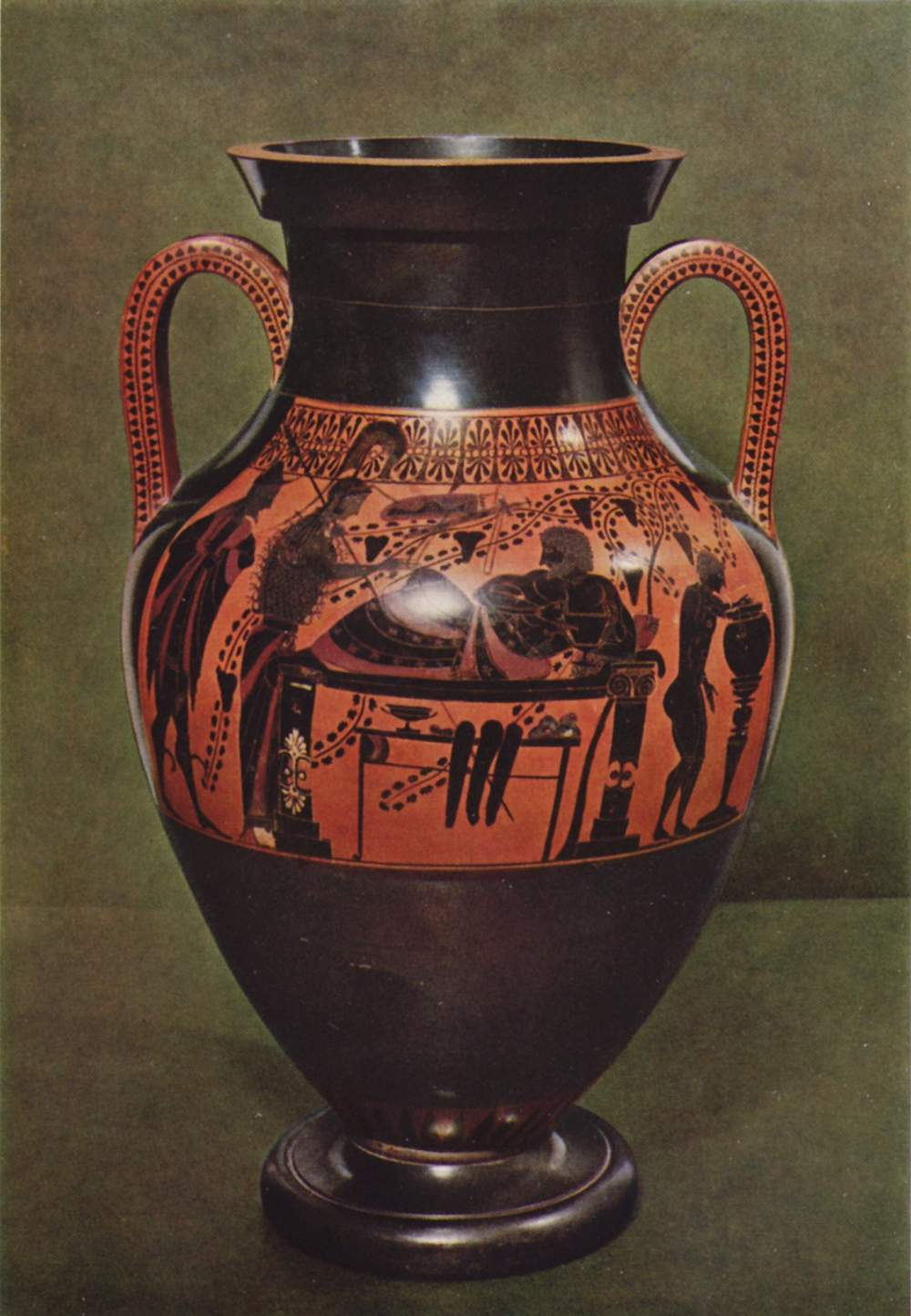
... a druga w stylu czarnofigurowym
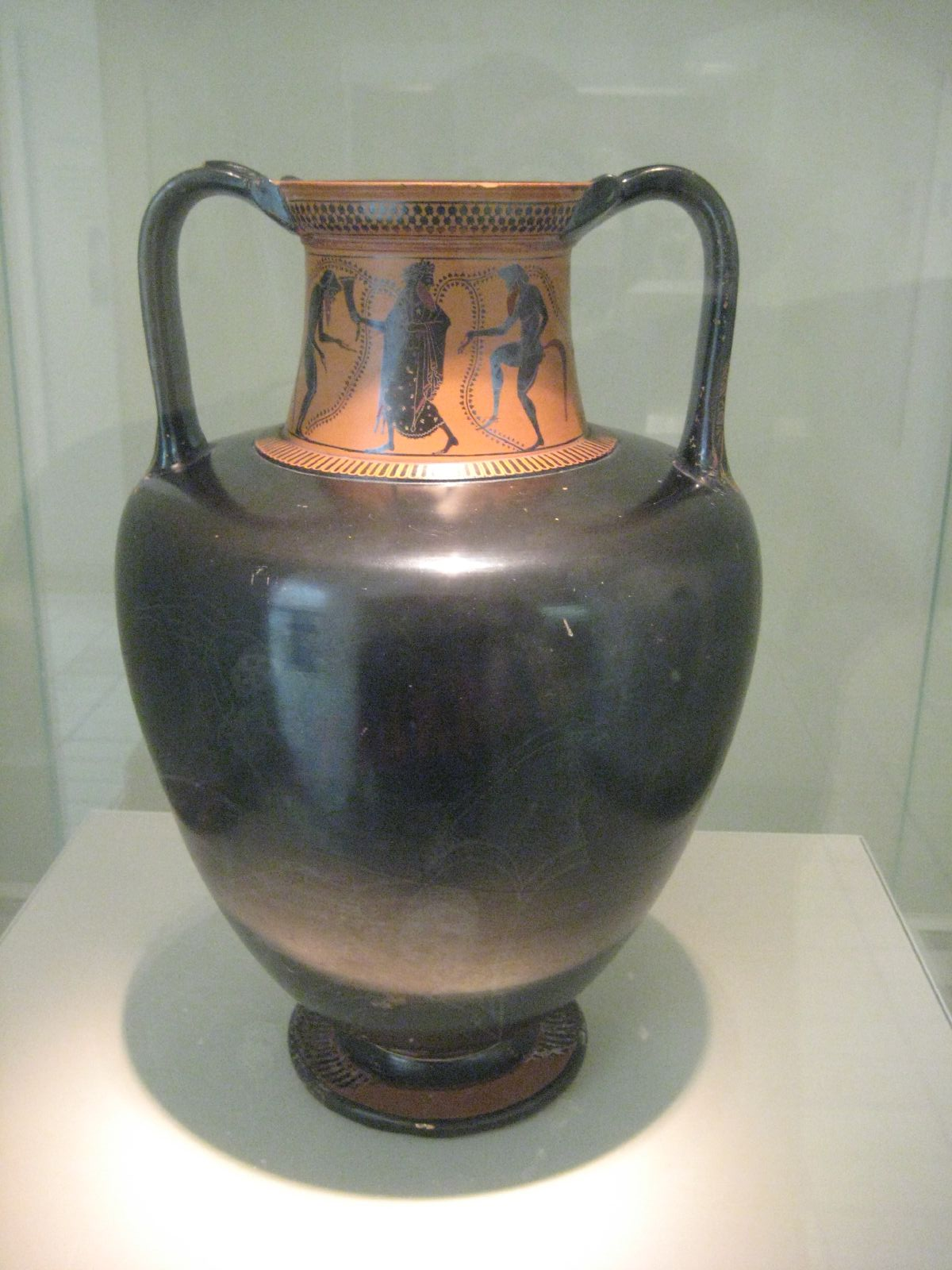
Dionizos z dwoma satyrami, amfora zdobiona przez Psjaksa